# Liste d'espèces protéobacteriennes dont le génome est séquencé
Cette liste d'espèces protéobacteriennes dont le génome est séquencé (qui peut ne pas être à jour) présente une liste d'espèces de Proteobacteria dont le génome a été séquencé. La plupart de ces séquences ont été publiées dans des bases de données biologiques de séquences, et se trouvent en général dans la base de données publique INSDB (pour International Nucleotide Sequence Database Collaboration, en anglais), laquelle peut être consultée sur internet. 
Les génomes ci-dessous annotés comme « non publiés » n'ont pas été publiés dans une publication scientifique à comité de lecture (mais sont généralement disponibles dans une base de données).

## Delta-Epsilonproteobacteria
| Espèce                        | Souche        | Type                         | Nombre de paires de bases | Nombre de gènes | Référence  |
| ----------------------------- | ------------- | ---------------------------- | ------------------------- | --------------- | ---------- |
| Anaeromyxobacter dehalogenans | 2CP-C         | Proteobacteria delta-epsilon | 5,013,479                 | 4,346           | Non publié |
| Bdellovibrio bacteriovorus    | HD100         | Proteobacteria delta-epsilon | 3,782,950                 | 3,583           | [ 2 ]      |
| Campylobacter jejuni          | NCTC11168     | Proteobacteria delta-epsilon | 1,641,481                 | 1,643           | [ 3 ]      |
| Campylobacter jejuni          | RM1221        | Proteobacteria delta-epsilon | 1,777,831                 | 1,838           | [ 4 ]      |
| Desulfotalea psychrophila     | LSv54         | Proteobacteria delta-epsilon | 3,523,383                 | 3,118           | Non publié |
| Desulfovibrio desulfuricans   | G20           | Proteobacteria delta-epsilon | 3,730,232                 | 3,775           | Non publié |
| Desulfovibrio vulgaris        | Hildenborough | Proteobacteria delta-epsilon | 3,570,858                 | 3,379           | [ 5 ]      |
| Geobacter metallireducens     | GS15          | Proteobacteria delta-epsilon | 3,997,420                 | 3,519           | Non publié |
| Geobacter sulfurreducens      | PCA           | Proteobacteria delta-epsilon | 3,814,139                 | 3,447           | [ 6 ]      |
| Helicobacter hepaticus        | ATCC51449     | Proteobacteria delta-epsilon | 1,799,146                 | 1,875           | [ 7 ]      |
| Helicobacter pylori           | 26695         | Proteobacteria delta-epsilon | 1,667,867                 | 1,566           | [ 8 ]      |
| Helicobacter pylori           | HPAG1         | Proteobacteria delta-epsilon | 1,596,366                 | 1,536           | Non publié |
| Helicobacter pylori           | J99           | Proteobacteria delta-epsilon | 1,643,831                 | 1,491           | [ 9 ]      |
| Lawsonia intracellularis      | PHEMN1-00     | Proteobacteria delta-epsilon | 1,719,014                 | 1,344           | Non publié |
| Non spécifié                  | Non spécifié  | Proteobacteria delta-epsilon | 39,794                    | 24              | Non publié |
| Non spécifié                  | Non spécifié  | Proteobacteria delta-epsilon | 194,553                   | 104             | Non publié |
| Non spécifié                  | Non spécifié  | Proteobacteria delta-epsilon | 1,457,619                 | 1,187           | Non publié |
| Myxococcus xanthus            | DK1622        | Proteobacteria delta-epsilon | 9,139,763                 | 7,331           | Non publié |
| Pelobacter carbinolicus       | DSM2380       | Proteobacteria delta-epsilon | 3,665,893                 | 3,119           | Non publié |
| Syntrophus aciditrophicus     | SB            | Proteobacteria delta-epsilon | 3,179,300                 | 3,168           | Non publié |
| Thiomicrospira denitrificans  | ATCC33889     | Proteobacteria delta-epsilon | 2,201,561                 | 2,097           | Non publié |
| Wolinella succino             | DSMZ1740      | Proteobacteria delta-epsilon | 2,110,355                 | 2,044           | [ 10 ]     |

## Alphaproteobacteria
| Espèce                          | Souche                | Type                               | Nombre de paires de bases | Nombre de gènes | Référence  |
| ------------------------------- | --------------------- | ---------------------------------- | ------------------------- | --------------- | ---------- |
| Agrobacterium tumefaciens       | C58                   | Proteobacteria Alphaproteobacteria | 2,841,581                 | 2,722           | [ 11 ]     |
| Anaplasma marginale             | StMaries              | Proteobacteria Alphaproteobacteria | 1,197,687                 | 949             | [ 12 ]     |
| Anaplasma phagocytophilum       | HZ                    | Proteobacteria Alphaproteobacteria | 1,471,282                 | 1,264           | [ 13 ]     |
| Bartonella henselae             | Houston-1             | Proteobacteria Alphaproteobacteria | 1,931,047                 | 1,612           | [ 14 ]     |
| Bartonella quintana             | Toulouse              | Proteobacteria Alphaproteobacteria | 1,581,384                 | 1,308           | [ 14 ]     |
| Bradyrhizobium japonicum        | USDA110               | Proteobacteria Alphaproteobacteria | 9,105,828                 | 8,317           | [ 15 ]     |
| Brucella abortus                | 2308 (chromosome I)   | Proteobacteria Alphaproteobacteria | 1,156,948                 | 1,164           | [ 16 ]     |
|                                 | 2308 (chromosome II)  | Proteobacteria Alphaproteobacteria | 2,121,359                 | 2,186           | [ 16 ]     |
| Brucella abortus                | 9-941 (chromosome I)  | Proteobacteria Alphaproteobacteria | 2,124,241                 | 2,030           | [ 17 ]     |
|                                 | 9-941 (chromosome II) | Proteobacteria Alphaproteobacteria | 1,162,204                 | 1,055           | [ 17 ]     |
| Brucella melitensis             | 16M (chromosome I)    | Proteobacteria Alphaproteobacteria | 2,117,144                 | 2,059           | [ 18 ]     |
|                                 | 16M (chromosome II)   | Proteobacteria Alphaproteobacteria | 1,177,787                 | 1,139           | [ 18 ]     |
| Brucella suis                   | 1330 (chromosome I)   | Proteobacteria Alphaproteobacteria | 2,107,794                 | 2,123           | [ 19 ]     |
|                                 | 1330 (chromosome II)  | Proteobacteria Alphaproteobacteria | 1,207,381                 | 1,150           | [ 19 ]     |
| Caulobacter crescentus          | CB15                  | Proteobacteria Alphaproteobacteria | 4,016,947                 | 3,737           | [ 20 ]     |
| Ehrlichia canis                 | Jake                  | Proteobacteria Alphaproteobacteria | 1,315,030                 | 925             | Non publié |
| Ehrlichia chaffeensis           | Arkansas              | Proteobacteria Alphaproteobacteria | 1,176,248                 | 1,105           | [ 13 ]     |
| Ehrlichia ruminantium           | Gardel                | Proteobacteria Alphaproteobacteria | 1,499,920                 | 950             | Non publié |
| Ehrlichia ruminantium           | Welgevonden           | Proteobacteria Alphaproteobacteria | 1,512,977                 | 958             | Non publié |
| Non spécifié                    | Non spécifié          | Proteobacteria Alphaproteobacteria | 1,516,355                 | 920             | [ 21 ]     |
| Erythrobacter litoralis         | HTCC2594              | Proteobacteria Alphaproteobacteria | 3,052,398                 | 3,011           | Non publié |
| Gluconobacter oxydans           | 621H                  | Proteobacteria Alphaproteobacteria | 2,702,173                 | 2,432           | [ 22 ]     |
| Jannaschia species              | CCS1                  | Proteobacteria Alphaproteobacteria | 4,317,977                 | 4,212           | Non publié |
| Magnetospirillum magneticum     | AMB1                  | Proteobacteria Alphaproteobacteria | 4,967,148                 | 4,559           | [ 23 ]     |
| Mesorhizobium loti              | MAFF303099            | Proteobacteria Alphaproteobacteria | 7,036,071                 | 6,752           | [ 24 ]     |
| Neorickettsia sennetsu          | Miyayama              | Proteobacteria Alphaproteobacteria | 859,006                   | 932             | [ 13 ]     |
| Nitrobacter hamburgensis        | X14                   | Proteobacteria Alphaproteobacteria | 4,406,967                 | 3,804           | Non publié |
| Nitrobacter winogradskyi        | Nb255                 | Proteobacteria Alphaproteobacteria | 3,402,093                 | 3,122           | Non publié |
| Novosphingobium aromaticivorans | DSM12444              | Proteobacteria Alphaproteobacteria | 3,561,584                 | 3,324           | Non publié |
| Pelagibacter ubique             | HTCC1062              | Proteobacteria Alphaproteobacteria | 1,308,759                 | 1,354           | [ 25 ]     |
| Rhizobium etli                  | CFN42                 | Proteobacteria Alphaproteobacteria | 4,381,608                 | 4,067           | [ 26 ]     |
| Rhizobium leguminosarum         | viciae3841            | Proteobacteria Alphaproteobacteria | 7,751,309                 | 4,746           | Non publié |
| Rhodobacter sphaeroides         | 2.4.1                 | Proteobacteria Alphaproteobacteria | 3,188,609                 | 3,022           | Non publié |
| Non spécifié                    | Non spécifié          | Proteobacteria Alphaproteobacteria | 943,016                   | 835             | Non publié |
| Rhodopseudomonas palustris      | BisB5                 | Proteobacteria Alphaproteobacteria | 4,892,717                 | 4,397           | Non publié |
| Rhodopseudomonas palustris      | CGA009                | Proteobacteria Alphaproteobacteria | 5,459,213                 | 4,833           | [ 27 ]     |
| Rhodopseudomonas palustris      | HaA2                  | Proteobacteria Alphaproteobacteria | 5,331,656                 | 4,683           | Non publié |
| Rhodospirillum rubrum           | ATCC11170             | Proteobacteria Alphaproteobacteria | 4,352,825                 | 3,791           | Non publié |
| Rickettsia bellii               | RML369-C              | Proteobacteria Alphaproteobacteria | 1,522,076                 | 1,429           | Non publié |
| Rickettsia conorii              | Malish7               | Proteobacteria Alphaproteobacteria | 1,268,755                 | 1,374           | [ 28 ]     |
| Rickettsia felis                | URRWXCal2             | Proteobacteria Alphaproteobacteria | 1,485,148                 | 1,400           | [ 29 ]     |
| Rickettsia prowazekii           | Madrid-E              | Proteobacteria Alphaproteobacteria | 1,111,523                 | 834             | [ 30 ]     |
| Rickettsia typhi                | Wilmington            | Proteobacteria Alphaproteobacteria | 1,111,496                 | 838             | [ 31 ]     |
| Rhodopseudomonas palustris      | BisB18                | Proteobacteria Alphaproteobacteria | 5,513,844                 | 4,886           | Non publié |
| Silicibacter pomeroyi           | DSS3                  | Proteobacteria Alphaproteobacteria | 4,109,442                 | 3,810           | [ 32 ]     |
| Silicibacter species            | TM1040                | Proteobacteria Alphaproteobacteria | 3,200,938                 | 3,030           | Non publié |
| Sinorhizobium meliloti          | Rm1021                | Alphaproteobacteria                | 3,654,135                 | 3,341           | [ 33 ]     |
| Sphingopyxis alaskensis         | RB2256                | Proteobacteria Alphaproteobacteria | 3,345,170                 | 3,165           | Non publié |
| Wolbachia endosymbiont          | TRS                   | Proteobacteria Alphaproteobacteria | 1,080,084                 | 805             | [ 34 ]     |
| Wolbachia pipientis             | wMel                  | Proteobacteria Alphaproteobacteria | 1,267,782                 | 1,195           | [ 35 ]     |
| Zymomonas mobilis               | ZM4                   | Proteobacteria Alphaproteobacteria | 2,056,416                 | 1,998           | [ 36 ]     |

## Betaproteobacteria
| Espèce                      | Souche                 | Type                              | Nombre de paires de bases | Nombre de gènes | Référence  |
| --------------------------- | ---------------------- | --------------------------------- | ------------------------- | --------------- | ---------- |
| Azoarcus sp.                | EbN1                   | Proteobacteria Betaproteobacteria | 4,296,230                 | 4,128           | [ 37 ]     |
| Bordetella bronchiseptica   | RB50                   | Proteobacteria Betaproteobacteria | 5,339,179                 | 5,006           | Non publié |
| Bordetella parapertussis    | 12822                  | Proteobacteria Betaproteobacteria | 4,773,551                 | 4,402           | Non publié |
| Bordetella pertussis        | TohamaI                | Proteobacteria Betaproteobacteria | 4,086,189                 | 3,806           | Non publié |
| Burkholderia cenocepacia    | AU1054                 | Proteobacteria Betaproteobacteria | 3,294,563                 | 2,965           | Non publié |
| Non spécifié                | Non spécifié           | Proteobacteria Betaproteobacteria | 2,788,459                 | 2,472           | Non publié |
| Non spécifié                | Non spécifié           | Proteobacteria Betaproteobacteria | 1,196,094                 | 1,040           | Non publié |
| Burkholderia mallei         | ATCC23344              | Proteobacteria Betaproteobacteria | 3,510,148                 | 2,996           | Non publié |
| Non spécifié                | Non spécifié           | Proteobacteria Betaproteobacteria | 2,325,379                 | 2,029           | [ 38 ]     |
| Burkholderia pseudomallei   | 1710b                  | Proteobacteria Betaproteobacteria | 4,126,292                 | 3,736           | Non publié |
| Non spécifié                | Non spécifié           | Proteobacteria Betaproteobacteria | 3,181,762                 | 2,611           | Non publié |
| Burkholderia pseudomallei   | K96243 (chromosome I)  | Proteobacteria Betaproteobacteria | 4,074,542                 | 3,460           | [ 39 ]     |
|                             | K96243 (chromosome II) | Proteobacteria Betaproteobacteria | 3,173,005                 | 2,395           | [ 39 ]     |
| Burkholderia species        | 383                    | Proteobacteria Betaproteobacteria | 3,694,126                 | 3,334           | Non publié |
| Non spécifié                | Non spécifié           | Proteobacteria Betaproteobacteria | 3,587,082                 | 3,174           | Non publié |
| Non spécifié                | Non spécifié           | Proteobacteria Betaproteobacteria | 1,395,069                 | 1,209           | Non publié |
| Burkholderia thailandensis  | E264                   | Proteobacteria Betaproteobacteria | 3,809,201                 | 3,276           | [ 40 ]     |
| Non spécifié                | Non spécifié           | Proteobacteria Betaproteobacteria | 2,914,771                 | 2,358           | [ 40 ]     |
| Burkholderia xenovorans     | LB400                  | Proteobacteria Betaproteobacteria | 4,895,836                 | 4,430           | Non publié |
| Non spécifié                | Non spécifié           | Proteobacteria Betaproteobacteria | 3,363,523                 | 2,960           | Non publié |
| Non spécifié                | Non spécifié           | Proteobacteria Betaproteobacteria | 1,471,779                 | 1,312           | Non publié |
| Chromobacterium violaceum   | ATCC12472              | Proteobacteria Betaproteobacteria | 4,751,080                 | 4,407           | [ 41 ]     |
| Dechloromonas aromatica     | RCB                    | Proteobacteria Betaproteobacteria | 4,501,104                 | 4,171           | Non publié |
| Methylobacillus flagellatus | KT                     | Proteobacteria Betaproteobacteria | 2,971,517                 | 2,753           | Non publié |
| Neisseria gonorrhoeae       | FA1090                 | Proteobacteria Betaproteobacteria | 2,153,922                 | 2,002           | Non publié |
| Neisseria meningitidis      | A                      | Proteobacteria Betaproteobacteria | 2,184,406                 | 2,121           | [ 42 ]     |
| Neisseria meningitidis      | B                      | Proteobacteria Betaproteobacteria | 2,272,360                 | 2,063           | [ 43 ]     |
| Nitrosomonas europaea       | Schmidt                | Proteobacteria Betaproteobacteria | 2,812,094                 | 2,574           | [ 44 ]     |
| Nitrosospira multiformis    | ATCC25196              | Proteobacteria Betaproteobacteria | 3,184,243                 | 2,757           | Non publié |
| Polaromonas species         | JS666                  | Proteobacteria Betaproteobacteria | 5,200,264                 | 4,817           | Non publié |
| Ralstonia eutropha          | JMP134                 | Proteobacteria Betaproteobacteria | 3,806,533                 | 3,439           | Non publié |
| Non spécifié                | Non spécifié           | Proteobacteria Betaproteobacteria | 2,726,152                 | 2,407           | Non publié |
| Ralstonia metallidurans     | CH34                   | Proteobacteria Betaproteobacteria | 3,928,089                 | 3,601           | Non publié |
| Non spécifié                | Non spécifié           | Proteobacteria Betaproteobacteria | 2,580,084                 | 2,313           | Non publié |
| Ralstonia solanacearum      | GMI1000                | Proteobacteria Betaproteobacteria | 3,716,413                 | 3,441           | [ 45 ]     |
| Non spécifié                | Non spécifié           | Proteobacteria Betaproteobacteria | 2,094,509                 | 1,679           | [ 45 ]     |
| Rhodoferax ferrireducens    | DSM15236               | Proteobacteria Betaproteobacteria | 4,712,337                 | 4,170           | Non publié |
| Thiobacillus denitrificans  | ATCC25259              | Proteobacteria Betaproteobacteria | 2,909,809                 | 2,827           | Non publié |

## Gammaproteobacteria
| Espèce                         | Souche                      | Type                               | Nombre de paires de bases | Nombre de gènes | Référence  |
| ------------------------------ | --------------------------- | ---------------------------------- | ------------------------- | --------------- | ---------- |
| Acinetobacter sp.              | ADP1                        | Proteobacteria Gammaproteobacteria | 3,598,621                 | 3,325           | [ 46 ]     |
| Baumannia cicadellinicola      | Hc                          | Proteobacteria Gammaproteobacteria | 686,194                   | 595             | Non publié |
| Blochmannia floridanus         | Strain                      | Proteobacteria Gammaproteobacteria | 705,557                   | 589             | [ 47 ]     |
| Blochmannia pennsylvanicus     | bpEN                        | Proteobacteria Gammaproteobacteria | 791,654                   | 610             | [ 48 ]     |
| Buchnera aphidicola            | APS                         | Proteobacteria Gammaproteobacteria | 640,681                   | 564             | [ 49 ]     |
| Buchnera aphidicola            | B                           | Proteobacteria Gammaproteobacteria | 615,980                   | 504             | [ 50 ]     |
| Buchnera aphidicola            | Sg                          | Proteobacteria Gammaproteobacteria | 641,454                   | 545             | [ 51 ]     |
| Carsonella ruddii              | PV                          | Proteobacteria Gammaproteobacteria | 159,662                   | 182             | [ 52 ]     |
| Chromohalobacter salexigens    | DSM3043                     | Proteobacteria Gammaproteobacteria | 3,696,649                 | 3,298           | Non publié |
| Colwellia psychrerythraea      | 34H                         | Proteobacteria Gammaproteobacteria | 5,373,180                 | 4,910           | Non publié |
| Coxiella burnetii              | RSA493                      | Proteobacteria Gammaproteobacteria | 1,995,281                 | 2,016           | [ 53 ]     |
| Erwinia carotovora             | SCRI1043                    | Gammaproteobacteria                | 5,064,019                 | 4,492           | Non publié |
| Escherichia coli               | 536                         | Proteobacteria Gammaproteobacteria | 4,938,920                 | 4,685           | Non publié |
| Escherichia coli               | CFT073                      | Proteobacteria Gammaproteobacteria | 5,231,428                 | 5,379           | [ 54 ]     |
| Escherichia coli               | K-12                        | Proteobacteria Gammaproteobacteria | 4,639,675                 | 4,331           | [ 55 ]     |
| Non spécifié                   | Non spécifié                | Proteobacteria Gammaproteobacteria | 4,646,332                 | 4,337           | [ 56 ]     |
| Escherichia coli               | O157:H7                     | Proteobacteria Gammaproteobacteria | 5,528,445                 | 5,349           | [ 57 ]     |
| Non spécifié                   | Non spécifié                | Proteobacteria Gammaproteobacteria | 5,498,450                 | 5,361           | [ 58 ]     |
| Escherichia coli               | UTI89                       | Proteobacteria Gammaproteobacteria | 5,065,741                 | 5,066           | Non publié |
| Francisella tularensis         | LVS                         | Proteobacteria Gammaproteobacteria | 1,895,994                 | 1,967           | Non publié |
| Francisella tularensis         | SCHUS4                      | Proteobacteria Gammaproteobacteria | 1,892,819                 | 1,804           | [ 59 ]     |
| Haemophilus ducreyi            | 3500HP                      | Gammaproteobacteria                | 1,698,955                 | 1,717           | Non publié |
| Haemophilus influenzae         | 86-028NP                    | Proteobacteria Gammaproteobacteria | 1,913,428                 | 1,792           | [ 60 ]     |
| Haemophilus influenzae         | Rd                          | Proteobacteria Gammaproteobacteria | 1,830,138                 | 1,709           | [ 61 ]     |
| Hahella chejuensis             | KCTC2396                    | Proteobacteria Gammaproteobacteria | 7,215,267                 | 6,782           | [ 62 ]     |
| Idiomarina loihiensis          | L2TR                        | Proteobacteria Gammaproteobacteria | 2,839,318                 | 2,628           | [ 63 ]     |
| Legionella pneumophila         | Lens                        | Proteobacteria Gammaproteobacteria | 3,345,687                 | 2,947           | [ 64 ]     |
| Legionella pneumophila         | Paris                       | Proteobacteria Gammaproteobacteria | 3,503,610                 | 3,082           | [ 64 ]     |
| Legionella pneumophila         | Philadelphia1               | Proteobacteria Gammaproteobacteria | 3,397,754                 | 2,942           | Non publié |
| Mannheimia succiniciproducens  | MBEL55E                     | Proteobacteria Gammaproteobacteria | 2,314,078                 | 2,384           | Non publié |
| Methylococcus capsulatus       | Bath                        | Proteobacteria Gammaproteobacteria | 3,304,561                 | 2,960           | [ 65 ]     |
| Nitrosococcus oceani           | ATCC19707                   | Proteobacteria Gammaproteobacteria | 3,481,691                 | 2,976           | Non publié |
| Pasteurella multocida          | Pm70                        | Proteobacteria Gammaproteobacteria | 2,257,487                 | 2,014           | [ 66 ]     |
| Photobacterium profundum       | SS9                         | Gammaproteobacteria                | 4,085,304                 | 3,416           | Non publié |
| Non spécifié                   | Non spécifié                | Proteobacteria Gammaproteobacteria | 2,237,943                 | 1,997           | Non publié |
| Photorhabdus luminescens       | laumondiiTTO1               | Proteobacteria Gammaproteobacteria | 5,688,987                 | 4,905           | Non publié |
| Pseudoalteromonas haloplanktis | TAC125                      | Gammaproteobacteria                | 3,214,944                 | 2,941           | [ 67 ]     |
| Non spécifié                   | Non spécifié                | Proteobacteria Gammaproteobacteria | 635,328                   | 546             | [ 67 ]     |
| Pseudomonas aeruginosa         | PAO1                        | Proteobacteria Gammaproteobacteria | 6,264,403                 | 5,566           | [ 68 ]     |
| Pseudomonas entomophila        | L48                         | Proteobacteria Gammaproteobacteria | 5,888,780                 | 5,168           | Non publié |
| Pseudomonas fluorescens        | Pf-5                        | Proteobacteria Gammaproteobacteria | 7,074,893                 | 6,137           | [ 69 ]     |
| Pseudomonas fluorescens        | PfO-1                       | Proteobacteria Gammaproteobacteria | 6,438,405                 | 5,736           | Non publié |
| Pseudomonas putida             | KT2440                      | Proteobacteria Gammaproteobacteria | 6,181,863                 | 5,350           | [ 70 ]     |
| Pseudomonas syringae           | B728a                       | Proteobacteria Gammaproteobacteria | 6,093,698                 | 5,136           | [ 71 ]     |
| Pseudomonas syringae           | DC3000                      | Proteobacteria Gammaproteobacteria | 6,397,126                 | 5,470           | [ 72 ]     |
| Pseudomonas syringae           | phaseolicola1448A           | Proteobacteria Gammaproteobacteria | 5,928,787                 | 4,983           | Non publié |
| Psychrobacter arcticum         | 273-4                       | Proteobacteria Gammaproteobacteria | 2,650,701                 | 2,147           | Non publié |
| Psychrobacter cryohalolentis   | K5                          | Proteobacteria Gammaproteobacteria | 41,221                    | 44              | Non publié |
| Non spécifié                   | Non spécifié                | Proteobacteria Gammaproteobacteria | 3,059,876                 | 2,467           | Non publié |
| Saccharophagus degradans       | Feb-40                      | Gammaproteobacteria                | 5,057,531                 | 4,008           | Non publié |
| Salmonella enterica            | ATCC9150                    | Proteobacteria Gammaproteobacteria | 4,585,229                 | 4,093           | [ 73 ]     |
| Salmonella enterica            | SCB67                       | Proteobacteria Gammaproteobacteria | 4,755,700                 | 4,445           | [ 74 ]     |
| Salmonella enterica            | Ty2                         | Proteobacteria Gammaproteobacteria | 4,791,961                 | 4,323           | [ 75 ]     |
| Salmonella enterica            | typhiCT18                   | Proteobacteria Gammaproteobacteria | 4,809,037                 | 4,600           | [ 76 ]     |
| Salmonella typhimurium         | LT2                         | Proteobacteria Gammaproteobacteria | 4,857,432                 | 4,452           | [ 77 ]     |
| Shewanella denitrificans       | OS217                       | Proteobacteria Gammaproteobacteria | 4,545,906                 | 3,754           | Non publié |
| Shewanella oneidensis          | MR1                         | Proteobacteria Gammaproteobacteria | 4,969,803                 | 4,630           | [ 78 ]     |
| Shigella boydii                | Sb227                       | Proteobacteria Gammaproteobacteria | 4,519,823                 | 4,142           | [ 79 ]     |
| Shigella dysenteriae           | Sd197                       | Proteobacteria Gammaproteobacteria | 4,369,232                 | 4,277           | [ 79 ]     |
| Shigella flexneri              | 2457T                       | Proteobacteria Gammaproteobacteria | 4,599,354                 | 4,073           | [ 80 ]     |
| Shigella flexneri              | 2a301                       | Proteobacteria Gammaproteobacteria | 4,607,203                 | 4,436           | [ 81 ]     |
| Shigella sonnei                | Ss046                       | Proteobacteria Gammaproteobacteria | 4,825,265                 | 4,224           | [ 79 ]     |
| Sodalis glossinidius           | morsitans                   | Proteobacteria Gammaproteobacteria | 4,171,146                 | 2,432           | [ 82 ]     |
| Thiomicrospira crunogena       | XCL2                        | Proteobacteria Gammaproteobacteria | 2,427,734                 | 2,192           | Non publié |
| Vibrio cholerae                | N16961 (chromosome I)       | Gammaproteobacteria                | 2,961,149                 | 2,736           | [ 83 ]     |
|                                | N16961 (chromosome II)      | Proteobacteria Gammaproteobacteria | 1,072,315                 | 1,092           | [ 83 ]     |
| Vibrio fischeri                | ES114 (chromosome I)        | Proteobacteria Gammaproteobacteria | 2,906,179                 | 2,575           | [ 84 ]     |
|                                | ES114 (chromosome II)       | Proteobacteria Gammaproteobacteria | 1,332,022                 | 1,172           | [ 84 ]     |
| Vibrio parahaemolyticus        | RIMD2210633 (chromosome I)  | Proteobacteria Gammaproteobacteria | 3,288,558                 | 3,080           | [ 85 ]     |
|                                | RIMD2210633 (chromosome II) | Proteobacteria Gammaproteobacteria | 1,877,212                 | 1,752           | [ 85 ]     |
| Vibrio vulnificus              | CMCP6 (chromosome I)        | Proteobacteria Gammaproteobacteria | 3,281,944                 | 2,973           | [ 86 ]     |
|                                | CMCP6 (chromosome II)       | Proteobacteria Gammaproteobacteria | 1,844,853                 | 1,565           | [ 86 ]     |
| Vibrio vulnificus              | YJ016 (chromosome I)        | Proteobacteria Gammaproteobacteria | 3,354,505                 | 3,262           | [ 87 ]     |
|                                | YJ016 (chromosome II)       | Proteobacteria Gammaproteobacteria | 1,857,073                 | 1,697           | [ 87 ]     |
| Wigglesworthia glossinidia     | Strain                      | Proteobacteria Gammaproteobacteria | 697,724                   | 611             | [ 88 ]     |
| Xanthomonas axonopodis         | citri306                    | Gammaproteobacteria                | 5,175,554                 | 4,312           | [ 89 ]     |
| Xanthomonas campestris         | 8004                        | Proteobacteria Gammaproteobacteria | 5,148,708                 | 4,273           | [ 90 ]     |
| Xanthomonas campestris         | 8510                        | Proteobacteria Gammaproteobacteria | 5,178,466                 | 4,487           | [ 91 ]     |
| Xanthomonas campestris         | ATCC33913                   | Proteobacteria Gammaproteobacteria | 5,076,188                 | 4,181           | [ 89 ]     |
| Xanthomonas oryzae             | KACC10331                   | Proteobacteria Gammaproteobacteria | 4,941,439                 | 4,637           | [ 92 ]     |
| Xanthomonas oryzae             | MAFF311018                  | Proteobacteria Gammaproteobacteria | 4,940,217                 | 4,372           | Non publié |
| Xylella fastidiosa             | 9a5c                        | Proteobacteria Gammaproteobacteria | 2,679,306                 | 2,766           | [ 93 ]     |
| Xylella fastidiosa             | Temecula1                   | Proteobacteria Gammaproteobacteria | 2,519,802                 | 2,034           | [ 94 ]     |
| Yersinia pestis                | Antiqua                     | Proteobacteria Gammaproteobacteria | 4,702,289                 | 4,167           | [ 95 ]     |
| Yersinia pestis                | CO-92BiovarOrientalis       | Proteobacteria Gammaproteobacteria | 4,653,728                 | 4,008           | [ 96 ]     |
| Yersinia pestis                | KIM                         | Proteobacteria Gammaproteobacteria | 4,600,755                 | 4,090           | [ 97 ]     |
| Yersinia pestis                | Mediaevalis                 | Proteobacteria Gammaproteobacteria | 4,595,065                 | 3,895           | [ 98 ]     |
| Yersinia pseudotuberculosis    | IP32953                     | Proteobacteria Gammaproteobacteria | 4,744,671                 | 3,974           | [ 99 ]     |